# HondaJet
HondaJet
デモ飛行するHondaJet
（オシュコシュ、2005年）
- 用途：ビジネスジェット機
- 設計者：

  - 本田技研工業
  - ホンダ エアクラフト カンパニー
  - 藤野道格
- 製造者：ホンダ エアクラフト カンパニー
- 初飛行：2003年12月（実験機）
- 生産開始：2012年10月
- 運用開始：2015年12月
- 運用状況：運用中
- ユニットコスト：約490万USドル

HondaJet（ホンダジェット）は、本田技研工業の航空事業会社であるホンダ エアクラフト カンパニー（HACI）が研究開発、製造販売をする小型ビジネスジェット機である。2022年2月現在
世界で約200機以上が運用されている。小型ジェット機カテゴリーにおける出荷数で2017年から5年連続で世界一を達成している。

## 開発の背景と経緯
HondaJet開発責任者で設計者の藤野道格が1997年のある夜、眠りにつこうとした時にHondaJetのコンセプトが閃いたという。その場にノートがなかったため、部屋にあったカレンダーを破り、その裏に最初のスケッチを描いたと述べている。ノーズ部の設計には、「ハワイで見たフェラガモのハイヒールから得たイメージを生かした」、「先端形状で美しいものを見ていった時に目にとまり、応用できないかなと思った」と藤野は語っている。
主翼上面エンジン配置形態の特性試験を行うため、ボーイング社に設備を借りたという。その際に「ホンダは何であんなところにエンジンを付けているんだ」とボーイングのメンバーに陰口を叩かれたが、試験で空力的に優れているという結果が出てくると「あいつらすごいことをやっている」と言われ始めた。
なお、ホンダの創業者である本田宗一郎には本田技術研究所で1986年に開始された小型航空機の開発プロジェクトについて、1991年まで存命だったが知らされることはなかった。当時、宗一郎は会社をすでに引退していたが航空機に強烈な情熱を持ち続けており、もしホンダが航空機プロジェクトに着手していると知れば、会社に戻ることを抑えられなくなるため、秘密にしておかなければならないとされていたという。

## 概要

### HondaJet

ロゴマーク

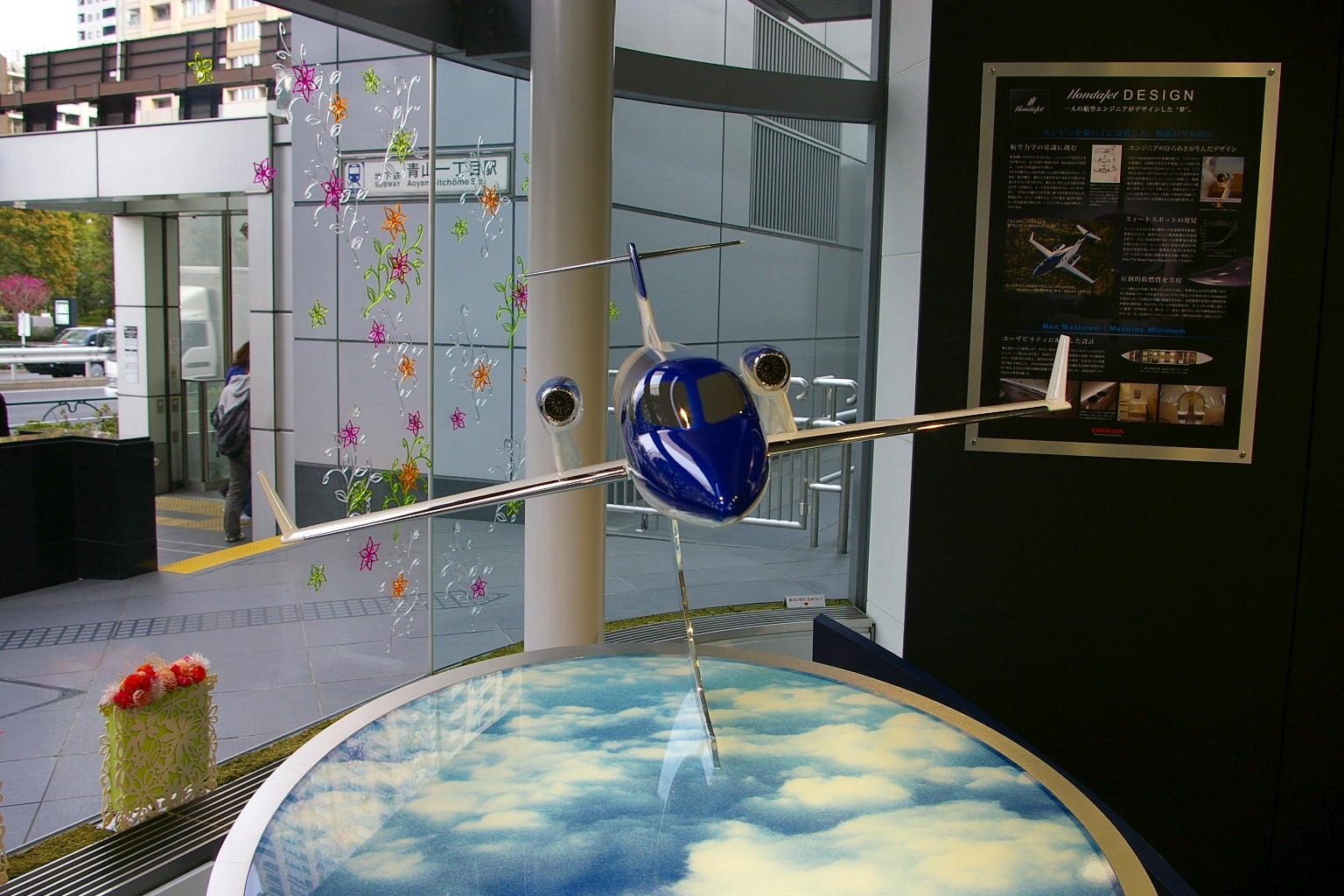
青山ショールームに展示される模型

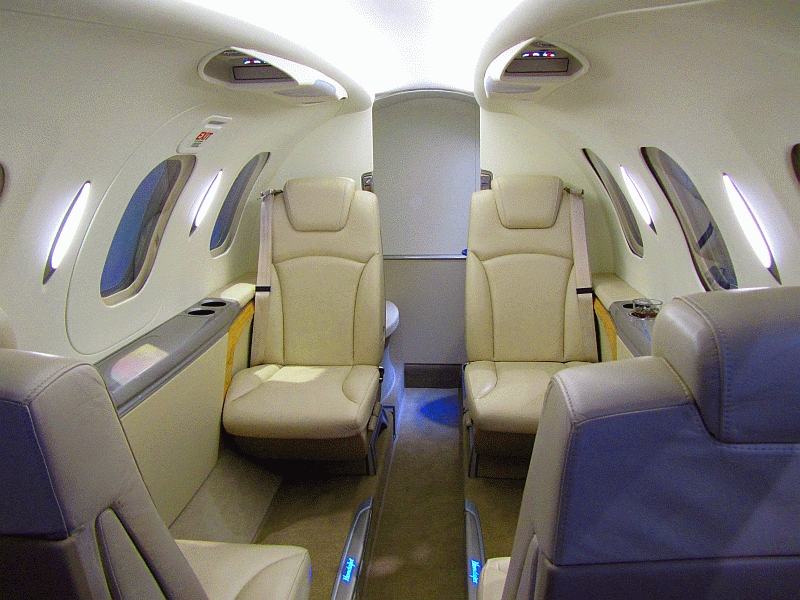
機内

主翼上面のエンジン配置（Over-The-Wing Engine Mount）形態や自然層流翼型（Natural Laminar Flow）、一体成型複合材胴体などのHonda独自開発技術により、クラス最高水準の最高速度、最大運用高度、上昇性能、燃費性能、静粛性および室内サイズを実現。エンジンはGE・ホンダ・エアロ・エンジンが開発・製造したHF120を搭載している。主翼の上にエンジンを搭載した世界的にも珍しいデザインや、空気抵抗を低減する先進的な空力技術などにより、従来のビジネスジェット機に比べ、燃費性能を約17%、速度を約10%、客室容積を約30%改善。操作性や静粛性などにも優れている。超軽量ジェット機としては比較的低価格な490万ドルをベースプライスとしている。型式名は HA-420
乗員を含む最大7人乗りで、全長約13m、幅約12m、高さは約4.5m。最大運用高度は13,106m (43,000ft)、最大巡航速度は約782 km/h (422 knots)で、航続距離は2,265 km（1,223 nm）。カラーバリエーションはレッド、ブルー、グリーン、イエロー、シルバーの全5色。2007年（平成19年）にはグッドデザイン賞金賞を受賞するなど、デザインの美しさも高評価されている。また、2017年（平成29年）には、米国Flying誌（英語版）のFlying Innovation Awardを受賞している。
2015年（平成27年）12月に連邦航空局（Federal Aviation Administration -FAA）から型式証明を取得した後、北アメリカ、ヨーロッパ、ラテンアメリカ、東南アジア、中国およびインドに販売サービスネットワークを拡大。
2017年（平成29年）通年の出荷機数は43機であり、同年の軽量小型ビジネスジェット機の出荷量ではセスナの主力機サイテーションM2の39機を抜いて世界No.1を達成し、2018年（平成30年）に37機、2019年（平成31年/令和元年）には36機、2020年（令和2年）には31機を出荷し、4年連続でカテゴリー最高の出荷機数を達成した。2017年（平成29年）8月時点で月産4機の体制であり、2019年（平成31年）3月期末までに月産7機程度にまで生産能力を拡大させ納期を短縮させる予定である。
2018年（平成30年）本田技研工業がHondaJetとONE OK ROCKのChangeをタイアップさせた企業CMを製作し、2018年上半期にYouTube上で最も再生された広告(約2200万回)になるなど話題となった。

### HondaJet Elite
2018年（平成30年）、改良版のEliteをラインナップに追加。カラーバリエーションにアイスブルー（Ice Blue）／ルビーレッド（Ruby Red）／マナークオレンジ（Monarch Orange）を追加、航続距離を約17％（2,265 km+396 km=2,661 km）延長、高周波のエンジンノイズ低減により客室内の静粛性をさらに向上、そしてアビオニクスシステムの進化により、離着陸時および飛行時の安定性や安全性などの面でもその機能をさらに強化した。
同年4月にFAA、5月に欧州航空安全機関（European Aviation Safety Agency -EASA）の型式証明を取得。日本においても5月17日、国土交通省航空局に型式証明の申請を行い、12月7日取得した。
同年7月6日には日本での販売を発表、国内販売代理店は丸紅の子会社である丸紅エアロスペースが行う。日本国内ではビジネスジェットの市場は非常に小さく、そのほとんどが公用機であるが、今後HACIが市場を作り拡大を目指すとしている。12月20日には千葉功太郎、堀江貴文、山岸広太郎が共同所有する初号機（JA01JP）の引き渡しが行われた。
2019年（令和元年）10月21日、救急医療搬送用のメデバック仕様がハワイのWing Spirit社が所有するHondaJet Eliteに初めて導入されたと発表。また、映画俳優のトム・クルーズがカスタムペイントのHondaJetを所有して自ら操縦していることも明らかにされた。
同年10月29日に自動車の技術開発や販売などで本田技研工業と競合しているトヨタ自動車の系列会社「朝日航洋」がHondaJet Eliteの所有権を取得した事が明らかとなった。2020年春頃からトヨタ自動車役員の移動用として登録記号「JA86GR」で使用する方針だとしている。

### HondaJet Elite S
2021年（令和3年）、改良版のElite Sをラインナップに追加。カラーバリエーションにガンメタル/ラックスゴールド/ディープシーブルーを追加、航続距離を約222km延長、アビオニクスシステムのアップグレードとして無線通信をテキストメッセージで行うFAA Data CommとACARS、およびパイロットの地上操縦時の負荷を軽減するASASシステムを導入し、パイロットの負荷を軽減し、機体運用の安全性を向上させた。

### HondaJet Elite II
2022年（令和4年）10月17日、HACIより発表された。燃料タンクの拡張、最大離陸重量増加によって従来機（Elite S）より204km伸び2,865kmとなる。グランドスポイラーを主翼に初搭載、オートスロットル機能（2023年前半）、緊急着陸装置（2023年後半）にそれぞれ導入される。特別色としてBlack Editionが機体色に設定され、内装には2種類のインテリアデザイン（スチール・オニキス）、木目調の床材、コックピットの羊毛シートカバーなどのオプションが追加される。
2024年（令和3年）10月28日 、HondaJet Elite IIに搭載されたオートスロットル機能が、アメリカ連邦航空局（FAA）より認証を取得した。

### HondaJet Echelon
2021年（令和3年）10月12日、ナショナル ビジネス アビエーション アソシエーション（NBAA）にて発表された。この段階では「HondaJet 2600 Concept」という名称のコンセプト機で、「2600」は航続距離が2,625 nm（4,862 km）であることに由来し、アメリカ大陸横断ルートを無着陸で飛行可能となる。
全長17.62m、翼幅17.29m、全高4.84ｍに拡大され、それに伴って客室容積も拡大して最大11人乗り（乗員含む）となり、また貨物室容積も従来のHondaJetと比較して大幅に拡大されている。その他にも、最大運用高度は47,000ft（約14,326ｍ）、最大巡航速度は450KTAS（約834km/h）まで向上し、同クラス帯の「ライトジェット機」に対して20％以上、さらに上のクラスである「中型ジェット機」クラスの機体に対して40％以上の燃費向上を目指すとしている。アビオニクスシステムには、新たにオートスロットルやオートブレーキなどの機能を搭載し、パイロットの負荷軽減と安全性の向上を図る。
2023年（令和5年）6月13日、正式な商用化と2028年頃の発売を目標に開発を進める方針を明らかにした。エンジンにはGEホンダではなくウィリアムズ FJ44-4Cを採用する。同年10月、正式名称が「HondaJet Echelon」となることが発表された。

## 機体

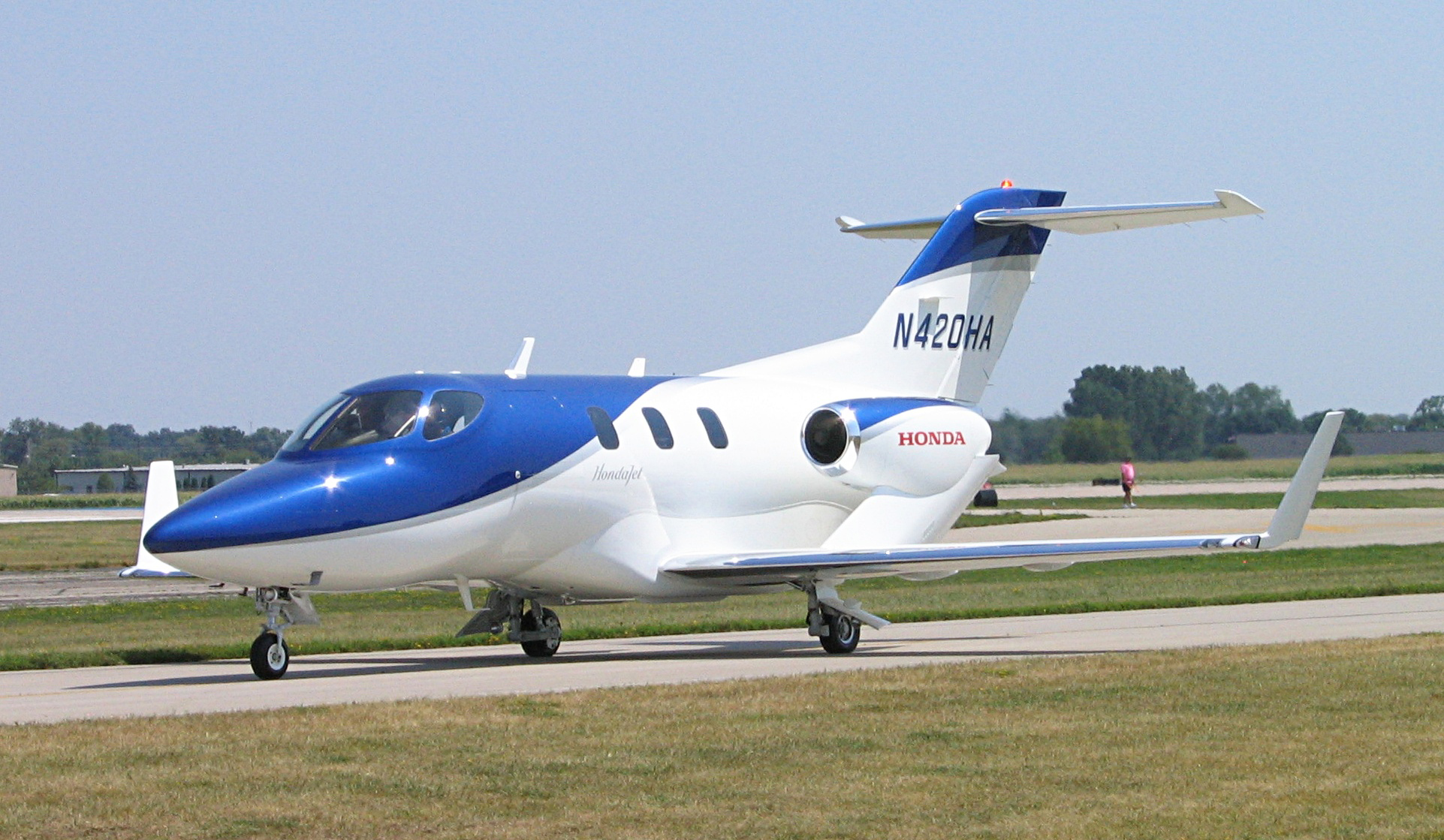
タキシング中

主翼上面エンジン配置（OTWEM -Over-The-Wing Engine Mount）形態
HondaJetの外観上の最大の特徴は、主翼上面にエンジンを取り付けたそのユニークなスタイルにある。一般的なビジネスジェット機のエンジンは胴体後部に取り付けられるが、HondaJetではそれを主翼上面に配置した。これにより従来は胴体内部に必要であったエンジン支持構造が不要となるため、胴体内のスペースが30%以上も拡大したと同時に、客室内の騒音や振動が軽減され乗り心地の改善を可能とした。また、胴体後部両舷にエンジンを取り付ける場合に比べ、高マッハ数での造波抵抗が小さくなる位置があることをHondaが発見した。一般的な層流翼(翼厚比10%)を用いた解析と実験から、エンジンを主翼上面の最適な位置に配置することにより抵抗発散マッハ数が0.75から0.03程度上昇することが示された。HondaJetの主翼には翼厚比15%の層流翼が用いられており、この主翼単体の抵抗発散マッハ数は0.707程度となっている。この翼型に主翼上面エンジン配置形態を適用することにより、抵抗発散マッハ数は同様に増加すると考察され、HondaJetの最大巡航マッハ数0.72において、主翼上面エンジン配置形態による空力抵抗減少の効果が得られていることとなる。この最適な主翼上面エンジン配置形態を採用しているHondaJetは、クラス最高の最大巡航速度、燃費性能及び航続距離を獲得している。また、造波抵抗を軽減させた主翼上面エンジン配置形態技術の先駆者並びにHondaJetの設計開発の功績が認められ、開発責任者で設計者の藤野道格は2012年に米国航空宇宙学会(AIAA)より「エアクラフトデザインアワード（航空機設計賞）」を、2014年に学術団体「SAEインターナショナル」より「ケリー・ジョンソン賞」を、国際航空科学会議(ICAS)より「航空工学イノベーション賞」を受賞した。
自然層流（NLF)技術
NLF（Natural Laminar Flow、自然層流）は、機体周りのスムーズな空気の流れを最大化する技術で、空気抵抗の大幅な低減を目的としている。Honda独自の最先端空力研究によるNLF技術は、HondaJetの主翼と胴体ノーズ部分に採用されている。この技術により、高速飛行時においても機体周りの流れを摩擦抵抗の少ない層流に保つことができ、速度と燃費のさらなる向上に貢献している。
複合材製胴体
HondaJetには、軽くて丈夫な複合材（炭素繊維強化プラスチック）が胴体に使用されている。胴体の組み立てにおいては、ハニカムサンドイッチパネルとスティフンドパネルの２種の構造様式を組み合わせた一体成型技術が採用されている。多くの航空機では構造材料として主にアルミニウム合金が使われているのに対し、複合材構造の特徴を最大限に活かしたHondaJetの胴体は、軽量化だけでなく、NLF技術に必要とされる非常にスムーズな表面形状を実現することで、HondaJetの高い性能に貢献している。
後部に荷室があり、外側のドアから荷物を取り出すことが出来る。
また、キャビン後部にはこのクラスの小型機には稀有なトイレと洗面台を備え、ドアで仕切られているため、完全プライベートな空間が広がる。
胴体後部左右にエアブレーキが装備されている。
機首
風洞試験結果から、少なくとも一部は層流を維持し抗力減少に寄与しているという。初期の試験飛行時には、ピトー管があったと思われる機首先端から伸びた長大なブームを備えていた。
機首にも小さな荷室があり、上部に設置されたドアから荷物を取り出すことが出来る。
窓とドア
コクピットの窓は正面ウィンドシールド（風防）が2枚、側面ウインドウが左右1枚ずつの計4枚からなる。客室の窓は角を丸くした（アールの付いた）縦長の長方形で、左右各3枚ずつの計6枚。
ドアはコクピット後方左側面に1箇所ある。設備の整っていない飛行場での利用を想定し、エアステアが装備された。
降着装置
前脚（ノーズギア）に1本、主脚（メインギア）に2本の脚柱を持つ前輪式の降着装置を備え、車輪は各々1輪ずつである。前脚のホイールは両側からフォークで挟まれる形式であり、電動の操舵機構がそなわる。主脚はF/A-18などに似たトレーリング・アーム式で、地上との余裕（クリアランス）は小さい。脚上げ（ギアアップ）時には内側向に畳まれ収納される。各脚のドア付近にはランディング・ライトが装備されており、脚下げ時に点灯することができる。
スタイル
開発開始当初から携わってきた藤野道格がスタイル設計に迷っているときに、サルヴァトーレ・フェラガモのハイヒールを見て「これだ！」といったインスピレーションが沸き、このハイヒールの尖ったつま先からかかとにかけての鋭く流れるラインから、HondaJetの尖鋭的なスタイルが生まれた。カラーバリエーションとして、白色の胴体全体に対して上面側に赤、青、黄、緑、銀の5色の色差しを選択できる。これは、色を選ぶという行為を経てオーナシップをより感じられる、スポーツカーのような飛行機を目指したためであるという。
運用
運航乗務員が1名でも運航可能なように、アビオニクス系の装備が充実していて、地上待機時にエンジンを片側のみ起動させ、客室電源を確保出来るようにしたり、ラバトリー（トイレ）の汚水回収を機外から行えるようにしたり、ジェネラルアビエーションでの運用を考慮された設計となっている。またこのクラスのビジネスジェットとしては珍しく、客室内の与圧が自動で制御される。

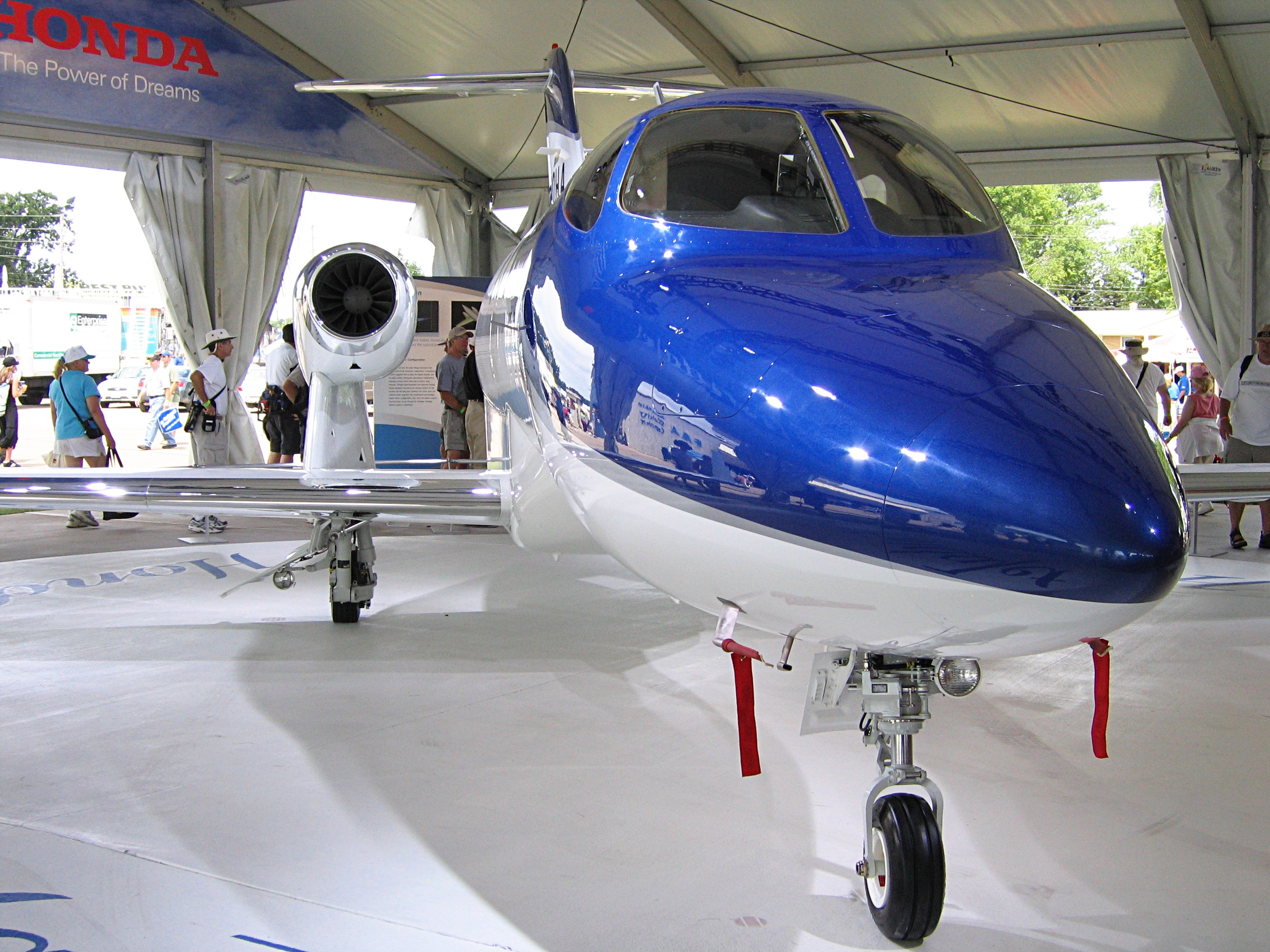
機首
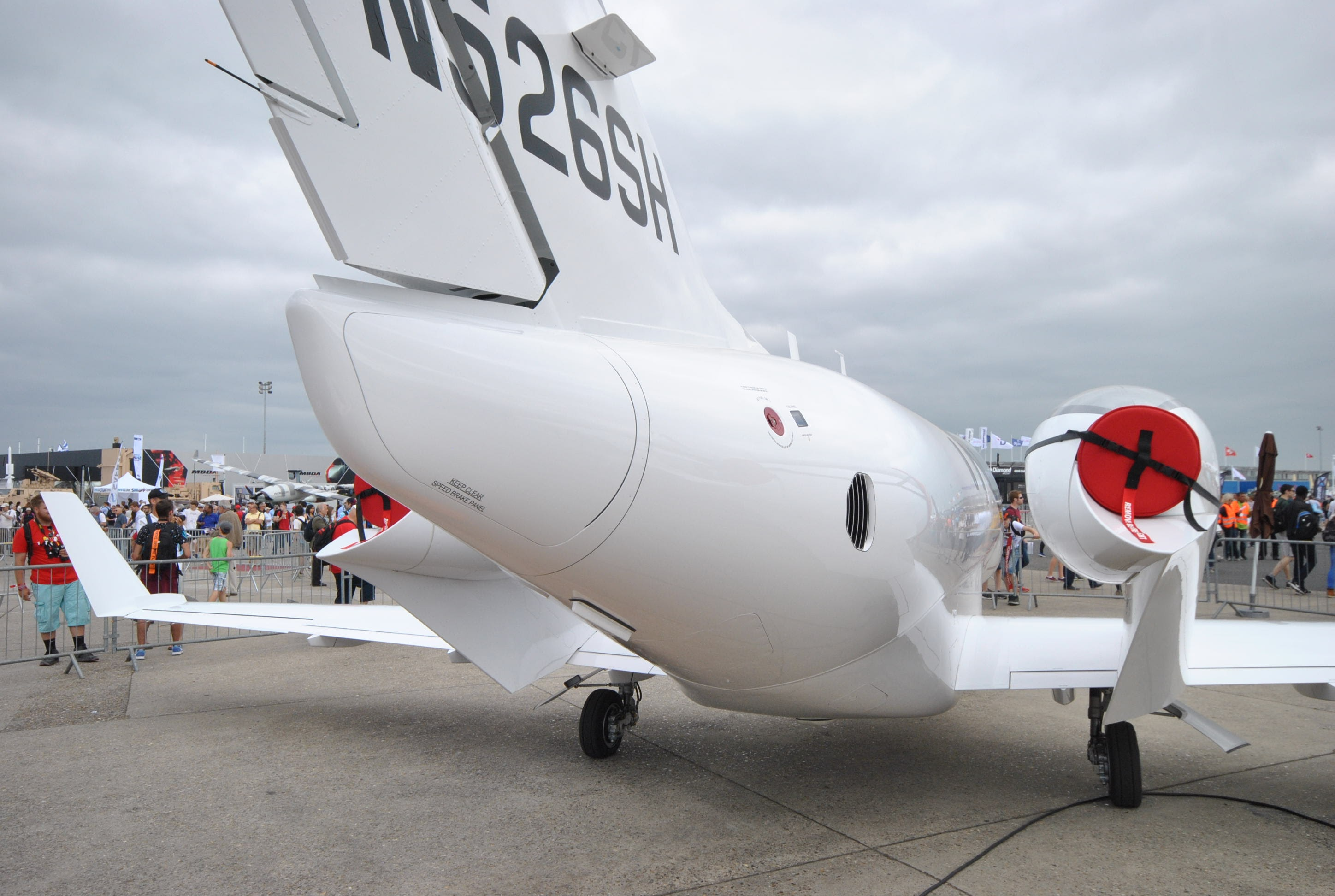
後部 方向舵下の注意書きのあるパネルは左右とも外側に開いてエアブレーキになる
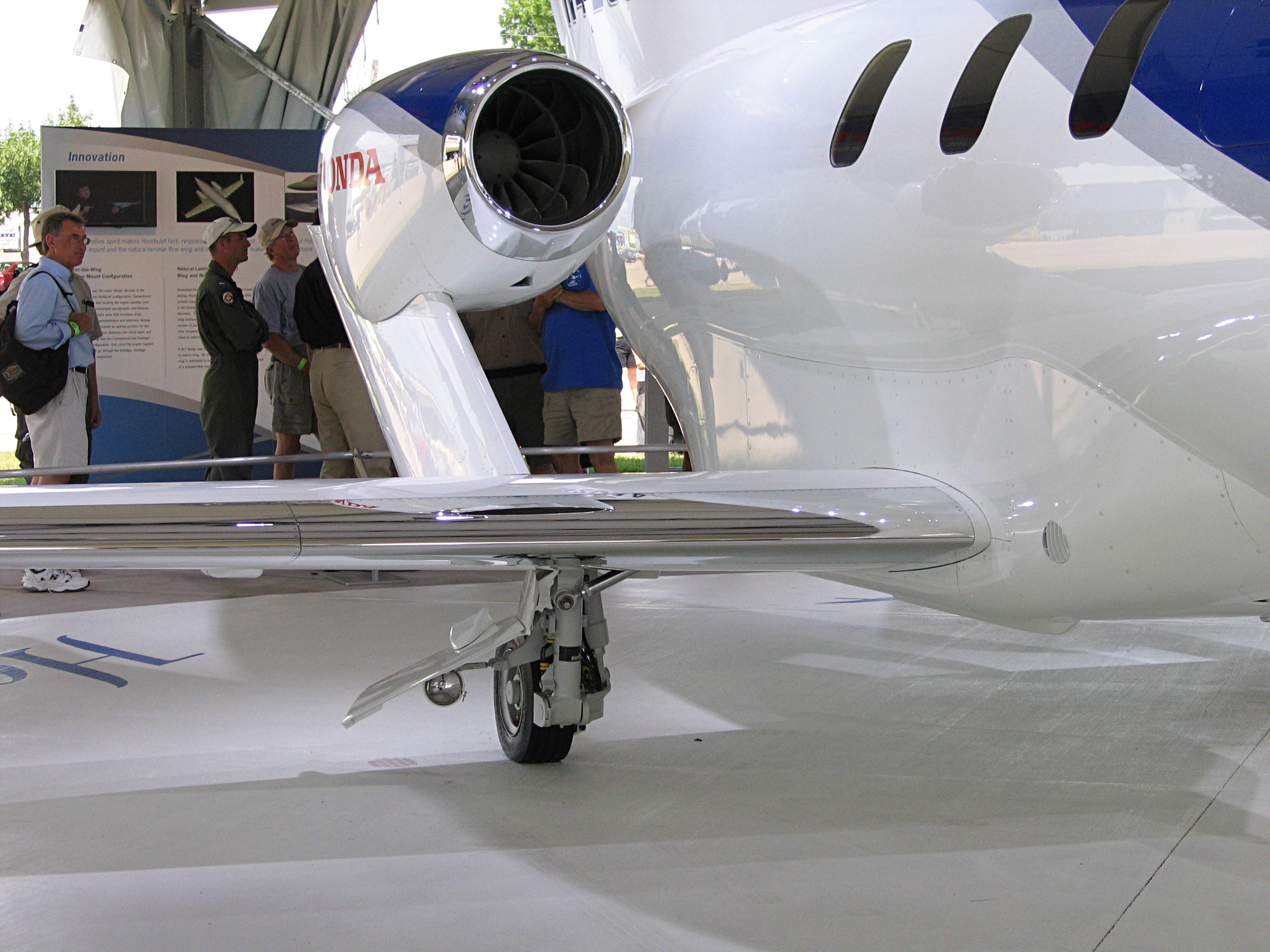
エンジン配置
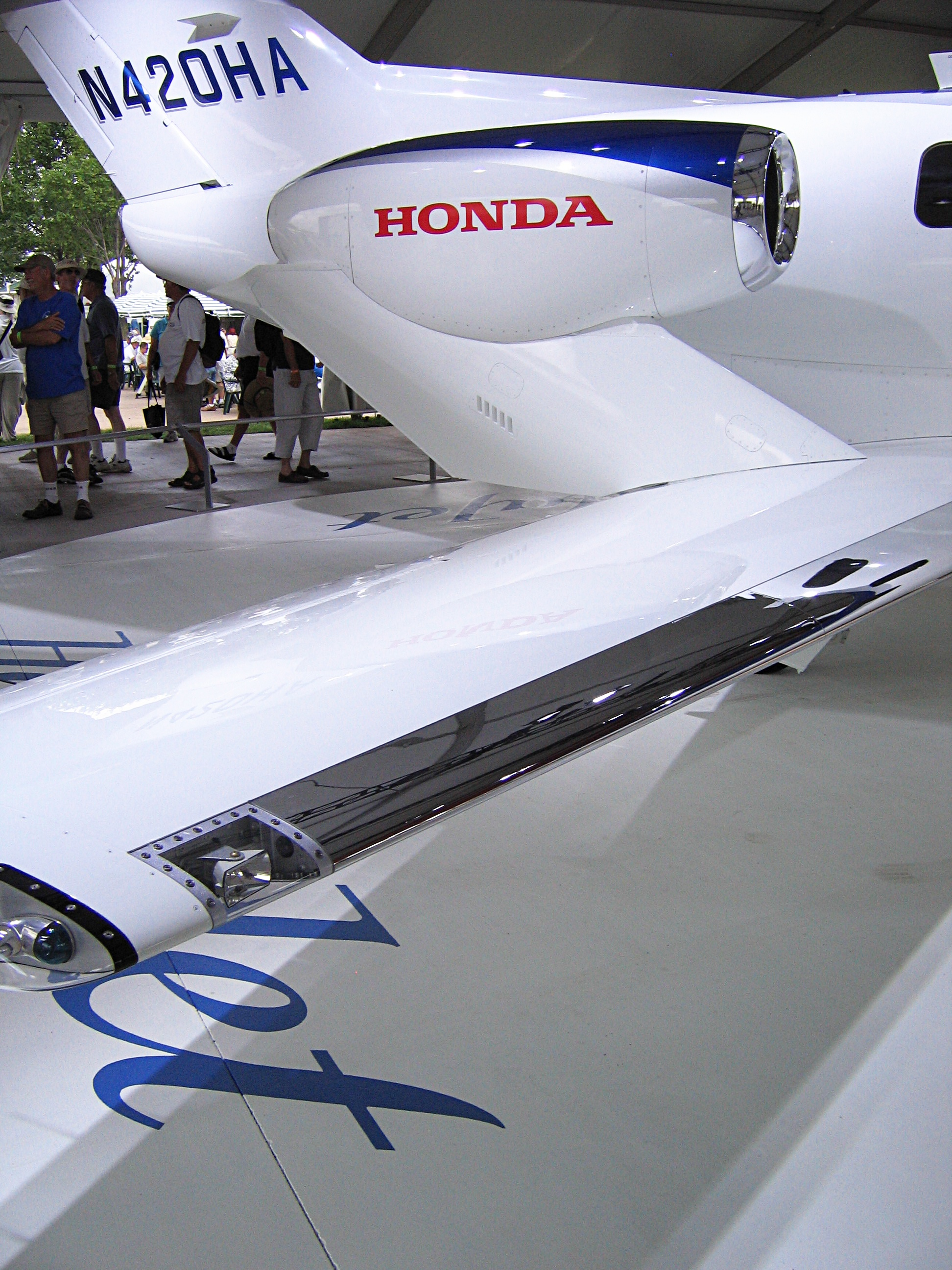
主翼端の前縁にある航法灯とストロボ・ライト
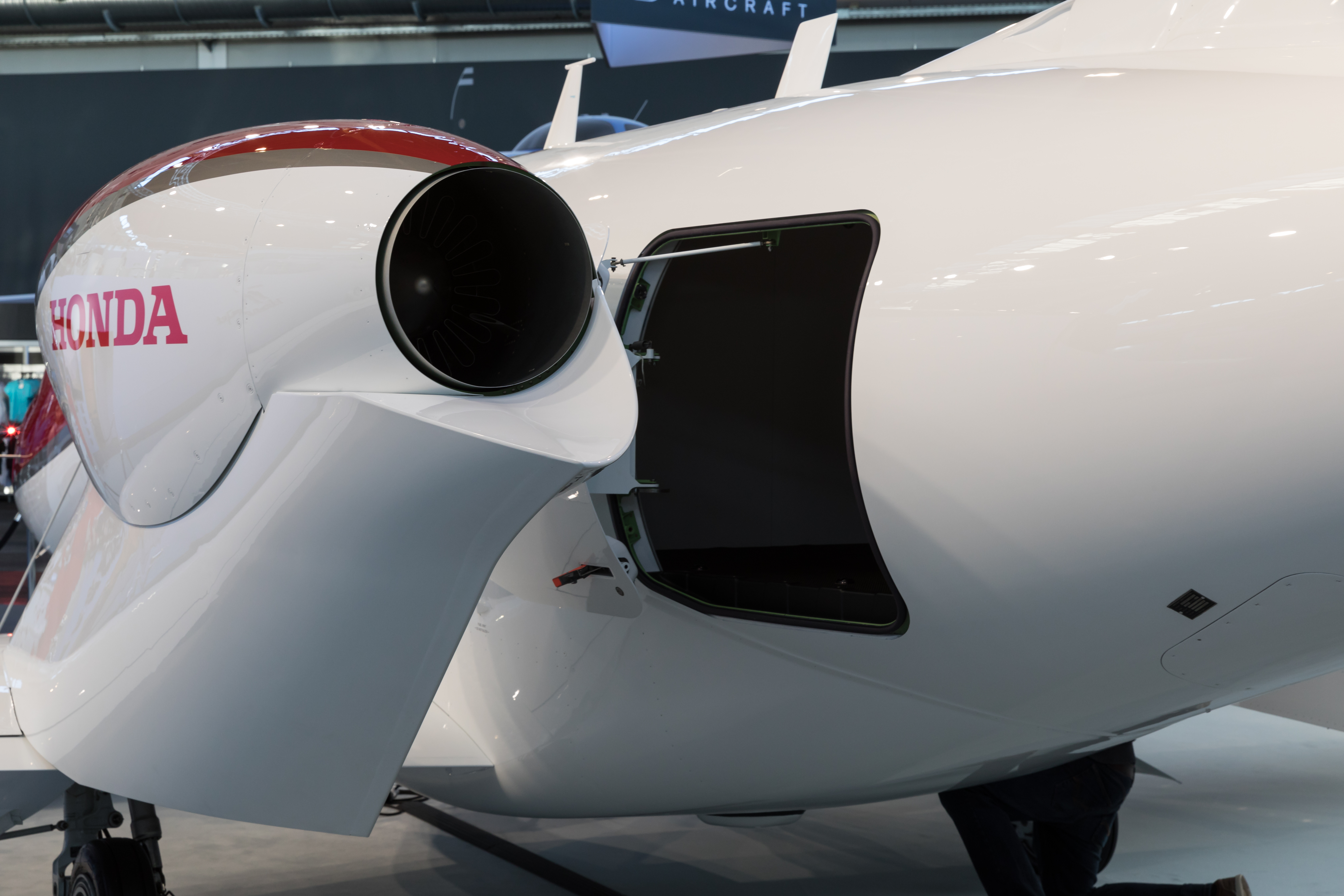
機体左側の貨物ドア
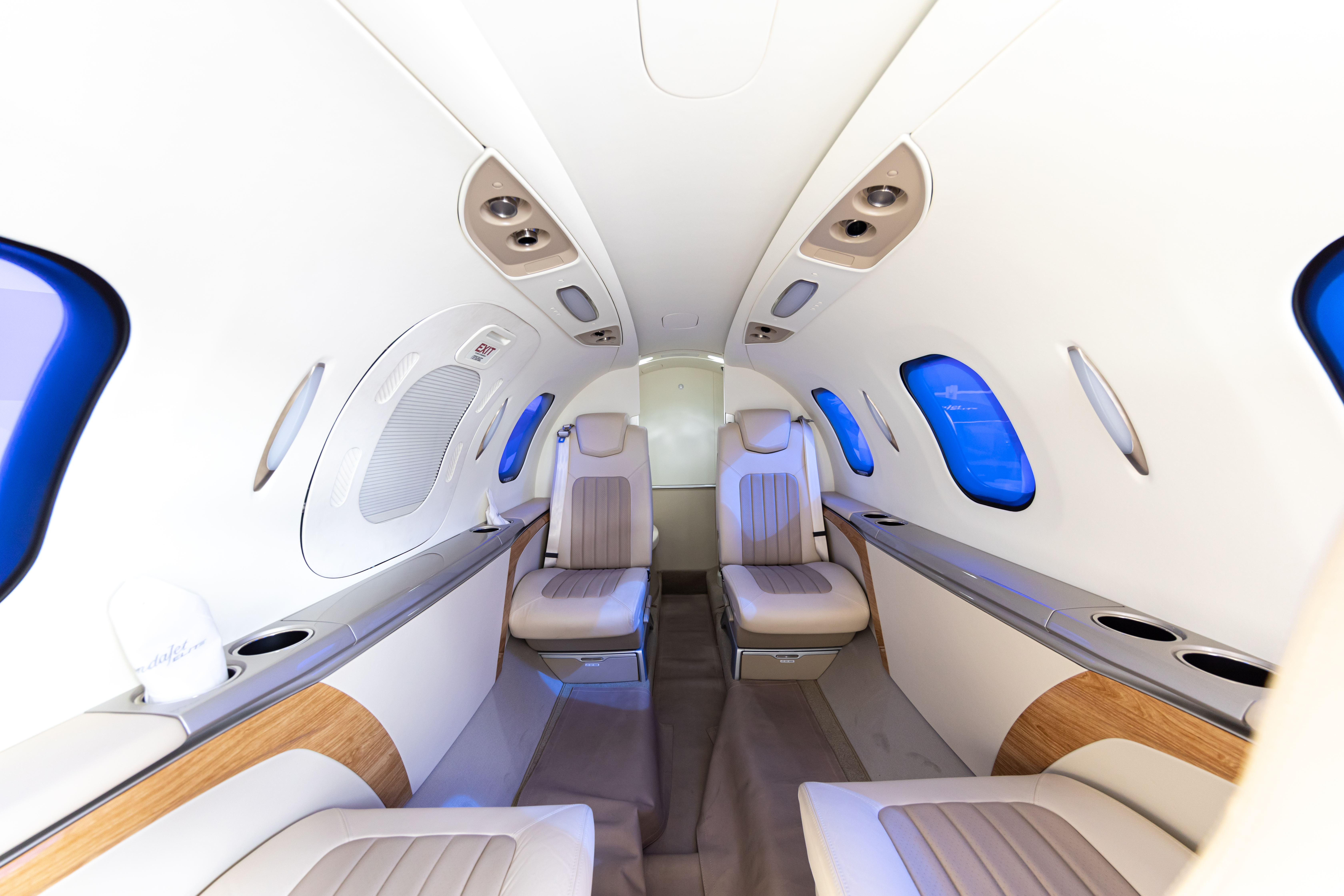
キャビン。右側中央の窓は脱出口になっている。

## エンジン
エンジンは、ホンダ社が独自開発した小型のターボファンエンジン HF118を基本にGE・ホンダ・エアロ・エンジン社が開発・製造したHF120を搭載する。大手航空機メーカーのボーイング、エアバス、ボンバルディア、ロッキードマーティンなどはGE、P&W、ロールス・ロイスPLCのジェットエンジンを使用しており、エンジンまで自社製なのは世界的にも珍しい。HF120エンジンは、米スペクトラム・エアロノーティカル社が開発中の10席級のビジネスジェット機である「S-40 フリーダム」にも採用される予定とされたが、S-40は開発が事実上中断している。
騒音基準と排気ガスに関する環境基準については、ICAOのチャプター4をクリアする。TBO（Time Between Overhaul, オーバーホール間隔）は5,000時間と長めに設定されている。離陸時推力は機体未装着エンジン単体で9.32 kN (2,095 lbf) で、HondaJetの機体装着時は8.36 kN (1,880 lbf) となる。
この新開発の低燃費ターボファンの搭載と、機体形状の工夫による抗力減少によって、HondaJetは従来機に比べ燃費が約40 %向上したとHondaは発表している。
エンジンポッドは胴体寄りの主翼上面に、パイロンを介して数十cmのクリアランスをとって配置されている。パイロンには後退角が付けられ、後部は内側（胴体側）に曲げられた独特の形状となっている。

## 操縦・航法装置類
アビオニクスとしてはガーミンの「G3000」を基に開発した専用システムが採用された。3台の14インチ高解像度ディスプレイと2台のタッチスクリーンコントローラーを備えたグラスコックピットによりパイロットが必要な情報を明確に表示し、あらゆる操作を容易に行うことができるよう配慮されている。
操縦桿は一般的な山型の両手持ちタイプである。
通常は2名運航であるが、オートパイロットを搭載しておりオーナーによるシングルパイロット運航も可能である。
Eliteにはさらに飛行計画の自動作成に対応したフライトマネジメントシステムや、センサーからの情報を統合し最適な離着陸距離を指示するなど、運航を補助する機能が追加される。またオプションとして飛行時の安全性を強化するシステムが用意される

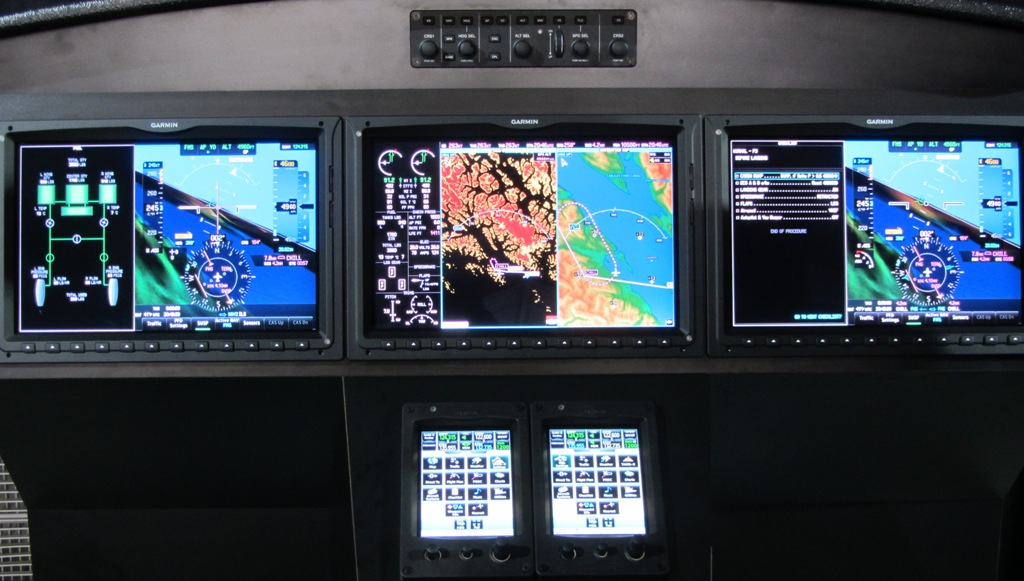
量産機向けのG3000
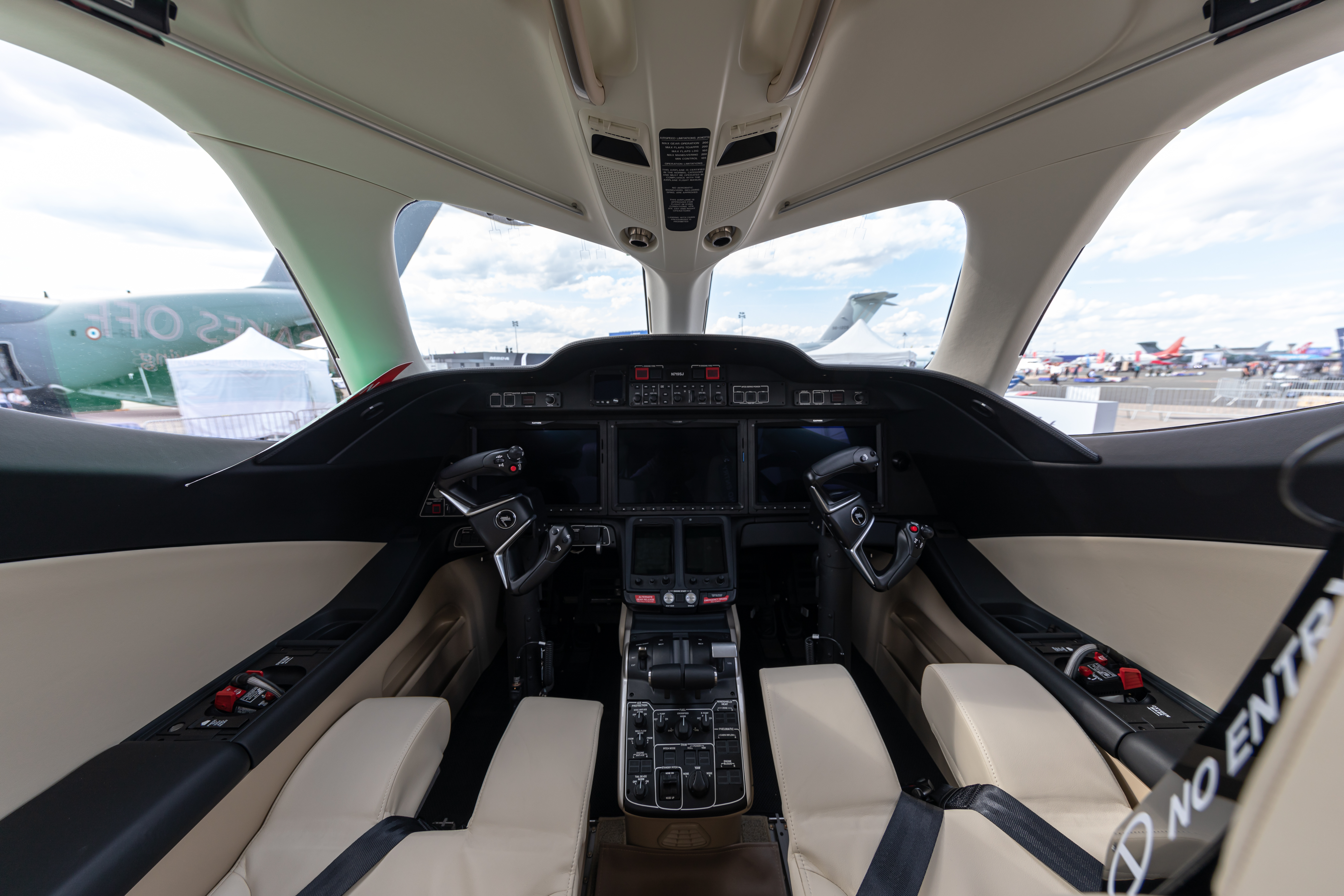
操縦席

## 仕様
| モデル   | モデル          | HondaJet                             | HondaJet Elite                       | HondaJet Elite Ⅱ                     | HondaJet Echelon(開発計画値)               |
| -------- | --------------- | ------------------------------------ | ------------------------------------ | ------------------------------------ | ------------------------------------------ |
| 外形寸法 | 全長            | 12.99 m (42.62 ft)                   | 12.99 m (42.62 ft)                   | 12.99 m (42.62 ft)                   | 17.62 m (57.79 ft)                         |
| 外形寸法 | 全幅(翼幅)      | 12.12 m (39.76 ft)                   | 12.12 m (39.76 ft)                   | 12.12 m (39.76 ft)                   | 17.29 m (56.72 ft)                         |
| 外形寸法 | 全高            | 4.54 m (14.90 ft)                    | 4.54 m (14.90 ft)                    | 4.54 m (14.90 ft)                    | 4.84 m (15.86 ft)                          |
| 機内寸法 | 長さ            | 5.43 m (17.80 ft)                    | 5.43 m (17.80 ft)                    | 5.43 m (17.80 ft)                    | 7.74 m (25.38 ft)                          |
| 機内寸法 | 幅              | 1.52 m (5.00 ft)                     | 1.52 m (5.00 ft)                     | 1.52 m (5.00 ft)                     | 1.55 m (5.08 ft)                           |
| 機内寸法 | 高さ            | 1.47 m (4.83 ft)                     | 1.47 m (4.83 ft)                     | 1.47 m (4.83 ft)                     | 1.59 m (5.21 ft)                           |
| 重量     | 最大離陸重量    | 4,808 kg (10,600 lb)                 | 4,853 kg (10,700 lb)                 | 5,035 kg (11,100 lb)                 | 7,938 kg (17,550 lb)                       |
| 性能     | 最大巡航速度    | 782 km/h (422 KTAS)                  | 782 km/h (422 KTAS)                  | 782 km/h (422 KTAS)                  | 834 km/h (450 KTAS)                        |
| 性能     | 最大巡航高度    | 13,106 m (43,000 ft)                 | 13,106 m (43,000 ft)                 | 13,106 m (43,000 ft)                 | 14,326 m (47,000 ft)                       |
| 性能     | 航続距離        | 2,265 km (1,223 nm)                  | 2,661 km (1,437 nm)                  | 2,865 km (1,547 nm)                  | 4,862 km (2,625 nm)                        |
| 性能     | 上昇率          | 1,216 m/分 (3,990 ft/分)             | 1,250 m/分 (4,100 ft/分)             |                                      |                                            |
| 性能     | 離陸距離        | 1,219 m (4,000 ft)                   |                                      | 1,128 m (3,699 ft)                   | 1,006 m (3,300 ft)                         |
| 性能     | 着陸距離        | 930 m (3,050 ft)                     |                                      | 829 m (2,717 ft)                     | 777 m (2,550 ft)                           |
| エンジン | 製造会社/モデル | GE・ホンダ・エアロ・エンジン / HF120 | GE・ホンダ・エアロ・エンジン / HF120 | GE・ホンダ・エアロ・エンジン / HF120 | ウィリアムズ・インターナショナル / FJ44-4C |
| エンジン | 推力            | 9,119 N (2,050 lbf) x 2基            | 9,119 N (2,050 lbf) x 2基            | 9,119 N (2,050 lbf) x 2基            | 3,450 lbf x 2基                            |
| 最大定員 | 最大定員        | 乗員1名 + 乗客6名 乗員2名 + 乗客5名  | 乗員1名 + 乗客6名 乗員2名 + 乗客5名  | 乗員1名 + 乗客6名 乗員2名 + 乗客5名  | 乗員1名 + 乗客10名 乗員2名 + 乗客9名       |

1. ↑  高度9,144 m (30,000 ft)、国際標準大気
2. ↑  真対気速度 (KTAS: Knots True AirSpeed)
3. ↑  真対気速度 (KTAS: Knots True AirSpeed)
4. ↑  NBAA IFR Range(計器飛行での航続距離)、搭乗者4名

## 受賞歴
HondaJetで採用されている主翼上面エンジン配置が航空機の新しい形態を切り拓いたとして、設計・開発責任者である藤野道格は、米国航空宇宙学会(AIAA)より「AIAA 航空機設計賞」 (2012年)、米国の学術団体 SAE Internationalより「ケリー・ジョンソン航空宇宙機設計開発賞」(2014年)、国際航空科学会議(ICAS)より「航空工学イノベーション賞」(2014年)を受賞した。これらの3賞を同一人物が受賞したのは世界初。

### HondaJet
- 2004年 SAE Aerospace Engineering - Top 10 Technology Award
- 2007年 日本デザイン振興会 - 「グッドデザイン賞 金賞」[60][61]
- 2010年 Aviation Week & Space Technology - "Techs to Watch"[62]
- 2011年 日本インダストリアルデザイナー協会 - 「JIDAデザインミュージアムセレクション」[63]
- 2015年 日本航空協会 - 「空の夢賞」[64]
- 2015年 日本経済新聞社 - 「日経優秀製品・サービス賞 日本経済新聞賞 最優秀賞」[65]
- 2016年 日刊工業新聞社 - 「日本産業技術大賞 内閣総理大臣賞」[66]
- 2017年 Plane & Pilot誌 - 2016 Plane & Pilot Plane Of The Year[67]
- 2017年 小学館 - 「DIMEトレンド大賞 ベストプロダクト賞」[68]
- 2017年 Flying誌 (英語版) - "Flying Innovation Award"[69][70]
- 2021年 Aviation International News紙(英語版)  - 「トップ フライト賞」[71]

### ホンダ エアクラフト カンパニー
- 2018年 米国航空宇宙学会(AIAA) - AIAAファウンデーションアワード フォー エクセレンス[72][73]

### 藤野道格
- 2004年 日本航空宇宙学会 - 「技術賞」[74]
- 2008年 Business & Commercial Aviation - "Vision Award"[75]
- 2012年 米国航空宇宙学会 (AIAA) - 「AIAA 航空機設計賞」[37]
- 2013年 SAE International - 「ケリー・ジョンソン航空宇宙機設計開発賞」[38]
- 2014年 国際航空科学会議(ICAS) - 「航空工学イノベーション賞」[58]
- 2014年 日経BP社 - 「日本イノベーター大賞 大賞」[76]
- 2015年 Living Legends of Aviation - "Aviation Industry Leader of the Year"[77]
- 2015年 科学技術と経済の会 - 「技術経営・イノベーション賞 経済産業大臣賞」[78]
- 2016年 日本ファッション協会 - 「日本クリエイション賞」[79]
- 2016年 東奥日報社 - 「東奥賞」[80]
- 2024年 米国航空宇宙学会（AIAA） - 「ダニエル・グッゲンハイム賞」[81][82]

## FAI公認スピード記録
| 日付      | 飛行区間                                   | 記録                    |
| --------- | ------------------------------------------ | ----------------------- |
| 4.09.2016 | Teterboro, NJ to Fort Lauderdale, FL       | 478 mph（約770km/h）    |
| 7.19.2016 | Bedford, MA to West Palm Beach, FL         | 486 mph（約780km/h）    |
| 4.19.2017 | Miami, FL to Panama City, Panama           | 369.11 mph（約594km/h） |
| 5.04.2017 | Greensboro, NC to Dallas, Texas            | 338.65 mph（約545km/h） |
| 5.04.2017 | Dallas, Texas to Phoenix, AZ               | 366.61 mph（約590km/h） |
| 5.19.2017 | London, UK to Geneva, Switzerland          | 322.24 mph（約519km/h） |
| 5.24.2017 | Geneva, Switzerland to London, UK          | 281.91 mph（約454km/h） |
| 8.10.2017 | Pensacola, FL to Greensboro, NC            | 385.25 mph（約620km/h） |
| 8.10.2017 | Keflavik, Iceland to Shannon, Ireland      | 388.36 mph（約617km/h） |
| 8.20.2017 | Curitiba, Brazil to Golania, Brazil        | 325.19 mph（約523km/h） |
| 8.27.2017 | Buenos Aires, Argentina to Santiago, Chile | 306.33 mph（約493km/h） |
| 9.02.2017 | Amman, Jordan to Dubai, UAE                | 356 mph（約573km/h）    |

## 年表
- 1997年 - HondaJetの設計・開発者である藤野道格がコンセプトスケッチを描き、HondaJetのプロジェクトが正式に開始。
- 1998年 - 米国Boeing Transonic Wind Tunnelで風洞試験を行う。
- 2001年10月 - 米国ノースカロライナ州　グリーンズボロピードモント・トライアド国際空港に隣接する研究地点を設立。
- 2003年12月 - HondaJetの実験機（POC）の初飛行に成功。
- 2005年7月 - ウィスコンシン州オシュコシュで行われる世界最大のエアショー「2005 EAA AirVenture Oshkosh」にてHondaJetの実験機を世界初公開。
- 2006年
  - 7月 - 「2006 EAA AirVenture Oshkosh」にてHondaJetが航空機市場に参入することを発表。
  - 8月 - ホンダ エアクラフト カンパニーを米国ノースカロライナ州グリーンズボロに設立。
  - 10月 - 世界最大のビジネス航空ショーNBAA（米国フロリダ州）で米国でのHondaJetの受注開始。
- 2008年5月 - 欧州でのHondaJetの受注開始。
- 2014年
  - 6月 - HondaJet量産1号機が初飛行に成功[84][85][86]。
  - 8月 - HondaJetの設計・開発責任者が日本人初のSAEインターナショナル「ケリー・ジョンソン賞」を受賞[87]。
- 2015年
  - 4月 - HondaJetのワールドツアーを実施。
  - 7月 - ブラジルでのHondaJetの受注を開始[88]。
  - 12月 - 米国連邦航空局（FAA）より型式証明（TC）を取得[89][90]。HondaJetの顧客への引き渡しを開始。
- 2016年
  - 4月 - 「HondaJetの開発」が第45回日本産業技術大賞 内閣総理大臣賞を受賞[91]。
  - 5月 - 欧州航空安全庁（EASA）より型式証明を取得[92]。
  - 11月 - 中南米でのHondaJetの受注を開始[93]。
- 2017年
  - 5月 - 東南アジアでのHondaJetの受注を開始[94]。
  - 6月 - カナダ運輸省（TC）及びブラジル連邦民間航空庁（ANAC)より両国の型式証明を取得[95]。
  - 7月 - HondaJetが「Flying Innovation Award」を受賞[96][97]。
  - 8月 - HondaJetオーナーが80日間にわたる世界一周ツアーを実施[98]。
  - 10月 - 香港、マカオを含む中国本土でのHondaJetの受注を開始[99][100]。
- 2018年
  - 2月 - 仏エアタクシーサービス提供会社Wijet社と複数のHondaJetの販売に向けた基本合意書を締結[101][102]。
  - 2月 - 小型ジェット機カテゴリーにおいて、HondaJetが2017年のデリバリー数世界No.1を達成したことを発表[103]。
  - 3月 - インドでのHondaJetの受注を開始[104]。
  - 3月 -ANAホールディングスとホンダ エアクラフトカンパニーが提携。ANAビジネスジェットによるビジネスジェットチャーターサービスにHondaJetを活用[105]。
  - 5月 - スイスのジュネーブで開催されたビジネス航空ショーで、「HondaJet」の最新型としてアップグレードされた「HondaJet Elite（エリート）」を初公開[106]。
  - 5月 - 中東地域でのHondaJetの受注を開始[107][108]。
  - 6月 - 日本でのHondaJetの受注を開始[109]。
  - 9月 - インド民間航空局から「HondaJet」「HondaJet Elite」の型式証明取得[110]。
  - 9月 - 従来モデルのHondaJetに適用可能な「HondaJet APMGパフォーマンスパッケージ」を発表[110]。
  - 12月7日 - 日本の国土交通省から「HondaJet Elite」の型式証明取得[19][111]。
  - 12月20日 - 日本での初の引き渡しを開始。日本では千葉功太郎・堀江貴文・山岸広太郎らの共同オーナーが第一号[22]。
- 2019年
  - 2月 - 小型ジェット機カテゴリーにおいて、HondaJetが2017-2018年の2年連続のデリバリー数世界No.1を達成したことを発表[112]。
  - 4月 - 日本国内においてHondaJetが「JA01JP」として初の航空機登録[113]。
  - 8月 - 中国民用航空局から「HondaJet Elite」の型式証明取得[114]。
- 2020年
  - 2月 - パキスタン民間航空局から「HondaJet Elite」の型式証明取得[115]。
  - 2月 - 小型ジェット機カテゴリーにおいて、HondaJetが2017-2019年の3年連続のデリバリー数世界No.1を達成したことを発表[12]。
- 2021年
  - 1月 - ロシア民間航空局（FATA）からHondaJetの型式証明を取得[116]。
  - 1月 - 米国ノースカロライナ州グリーンズボロ市のピードモントトライアド国際空港に隣接する本社敷地内の新ハンガーが稼働を開始[116]。
  - 2月 - 小型ジェット機カテゴリーにおいて、HondaJetが2017-2020年の4年連続のデリバリー数世界No.1を達成したことを発表[2]。
  - 2月 -丸紅の完全子会社である丸紅エアロスペースが、JALビジネスアビエーションを窓口としてHondaJet Eliteの国内初の一般顧客向けチャーターサービスの提供を開始[117]。
  - 5月 -「HondaJet」の最新型としてアップグレードされた「HondaJet Elite S」を発表[26]。
  - 12月16日 -「HondaJet」の200機目のデリバリーを達成したと発表[118]。
- 2022年
  - 2月 - 小型ジェット機カテゴリーにおいて、HondaJetが2017年-2021年の5年連続デリバリー数世界No.1を達成したことを発表[119]。
  - 6月 - FAAや航空機の機体・エンジンメーカーで構成される団体「米連邦航空局（FAA）/OEM Review Panel」に加盟[120]。同団体には米ボーイングや欧州エアバス、米ゼネラル・エレクトリック（GE）が加盟しており、参加するのはホンダが14社目で、アジア企業では初となる[120]。
- 2024年
  - 1月31日 - 「HondaJet」の250機目のデリバリーを達成したと発表[121][122]。
  - 10月28日 - HondaJet Elite IIに搭載されたオートスロットル機能が、アメリカ連邦航空局（FAA）より認証を取得した[28]。
  - 11月6日 - アメリカ合衆国アリゾナ州で初の墜落事故が発生。ICE MAN HOLDINGS LLC所有のN57HPが、ユタ州プロボ市に向けてメサ市のファルコンフィールド空港から離陸した際、離陸を中止。しかし滑走路を逸脱し、まずフェンスを突き破った後に乗用車と衝突。更に林の木々と衝突し、炎上。HA-420に乗っていた4名と乗用車を運転していた1名、合計5名の死亡が確認された。また、1名が重症との報道もある。

## 所有する企業や著名人
- 千葉功太郎 - 日本での納入イベントの挨拶で、日曜日の「イッテQ」を観ているときにHondaJetのTV CMが流れ、欲しいなと思ったのがきっかけで購入を思いたったと述べている[123]。
- 堀江貴文 - HondaJet日本納入初号機の共同購入者として、2018年12月20日に行われたデリバリーセレモニーで、「メチャクチャ、すごい」「なんじゃこりゃって思うくらい、すごい快適」と述べている[124]。
- 山岸広太郎 - 千葉、堀江との共同購入[125]。
- トム・クルーズ （映画「トップガン」主演俳優）- HondaJet Eliteを購入し自らパイロットとして飛んでおり、英国のビギンヒル空港(英語版)などで目撃されている[126][127]。2019年のNBAA年次カンファレンスでホンダ エアクラフト カンパニーの藤野道格は、トム・クルーズの「セクシーで速くスポーツカーのようなデザインのペイントを」という要求から、彼のために特別なペイントをデザインしたと述べている[128]。また藤野は「トム・クルーズは、とても思慮深く、優れたパイロットだ」とも述べている[24]。
- 朝日航洋 （トヨタ自動車の系列会社）- トヨタの役員の移動の為にHonaJet Eliteを購入[129]。また、豊田章男社長の社長室にはHondaJetの模型が飾られており、「うちで買うことにした」と語っている[130]。機体記号はJA86GRと、同社のスポーツカー「86」とスポーツカー及びレーシングチームのブランドである「GAZOO Racing」の頭文字との組み合わせとなっており[129]、またカラーリングも特注の赤と黒（GRのイメージカラー）のストライプがあしらわれている。2023年に売却されており、現在は保有していない。
- 徳洲会 - 医療用航空機である「徳州ジェット」として、2022年5月から試験運用を始め、2024年2月1日から八尾空港を拠点に本格運用を始めた。従来の定期旅客便や軽飛行機と比べて、医療従事者の離島への移動速度が大幅に短縮された[131][132]。
- レッドブル - 役員や所有するF1レーシングチーム「スクーデリア・アルファタウリ・ホンダ」のドライバー等チームメンバーの移動、レーシングサーキットの下見など多目的でHondaJetを使用するとしている[133]。スクーデリア・アルファタウリが2020年2月14日にザルツブルク空港のハンガー7において新車発表イベントを行った際、同チームのF1マシンのカラーリングを施したHondaJetを同時に展示していた[134]。

## エピソード
- 俳優で航空機に造詣が深い石坂浩二は、2015年のHondaJet初来日の際にHondaJetを間近で見て、「ホンダにしかできない挑戦。それがこのジェット機のかっこ良さ、美しさ、革新性を生み出した」と述べている[135]。
- 2017年3月15日に米トランプ大統領が自動車メーカー11社や労働組合の代表らを招いて開催した討論会において、北米ホンダが自動車だけでなくジェット機（HondaJet）も製造していることに言及した際、大統領は「見たよ、美しい。とても良いね。」とコメントした[136][137][注釈 2]。
- 2015年12月9日に行われたHondaJetのFAA型式証明取得記念式典で、藤野道格の友人であるプロサックス奏者ケニー・Gがサプライズ登場し、彼のアルバム「Breathless」の中の一曲 「Morning」を演奏した。「Morning」は、HondaJetの開発が困難を極めた頃、「朝が来ないのではないか」と藤野が思う中で希望を見出したく聞いた曲であった[138][139]。またケニー・Gはデ・ハビランド・カナダ DHC-2 ビーバーを所有しているパイロットでHondaJetを所有することが夢と言っている[140]
- 飛行機マニアのNHK豊永博隆記者が「おはよう日本」の取材でHondaJetの体験フライトした時、「揺れてもガタガタする感じではなく、揺れた後にピタッと収まり、スポーツカーに乗っている感覚」「エンジンはそばにあるはずなのにうるさくなく、藤野社長と離陸時に普通に会話できた」とその感想を述べた[141][142]。
- ONE OK ROCKのメンバーは福岡ドームで開催された「ONE OK ROCK 2018 Ambitions Japan Dome Tour」の為、2018年4月20日にHondaJetで羽田空港から福岡空港まで移動している。ボーカルのTAKAは「HondaJet ヤバすぎた」「#乗り心地最高」との感想をビデオと共にInstagramに投稿した[143]。
- ファーストリテイリング会長の柳井正は、自身の机の上にHondaJetの模型を置いている。HondaJetを開発し事業化した藤野道格と対談したときのことを「すごい日本人がまだいたな」と感銘を受けたと語っている[144]。
- アメリカのトッププロゴルファー、バッバ・ワトソン選手はバハマ訪問時にHondaJetを利用した際、「HondaJetの一番良いところはゴルフクラブがすっぽり積めること」とコメントしている[145][146]。また、日本のプロゴルファーの松山英樹選手も、2018年8月12日、ウィンダム選手権に参戦するため、HondaJetでノースカロライナ州グリーンズボロに到着している[147]。

- プロテニスプレーヤーの西岡良仁は、全米オープンに参戦するため2019年8月18日にHondaJetでニューヨークに移動している。「移動の疲れが軽減出来る」とコメントしている[148]。また、2018年のウィンストン・セーラムオープン選手権では、杉田祐一、ダニエル太郎などプロテニスプレーヤー達がHondaJetでノースカロライナ州ウィンストン・セーラム市に移動している[149][150]。
- F1日本グランプリ開始直前の鈴鹿サーキット上空で2019年10月13日、HondaJetがデモフライトを行った。ある観客は「静か過ぎて忍者のように現れて忍者のようにいなくなった。かっこ良すぎ」とコメント。[151]
- 一橋大学名誉教授の野中郁次郎は自著の中で「HondaJetの革新的イノベーションは知識のある専門家が少数集まり、知的コンバットを行い真剣勝負を繰り広げた藤野のリーダーシップがあったから実現できた」と解説し、「知的創造の本質を示している」と述べている[152]。

## 登場作品

### テレビ番組
- NHKスペシャル『目指せ！ニッポン復活』(2012年1月1日、NHK)[153][154]
- CNBC News『Honda's jet dream takes flight』(英語)(2014年3月26日、CNBC)[155]
- 夢の扉+『ホンダ・エアクラフト・カンパニー CEO／藤野道格さん』(2014年8月3日、TBS)[156]
- ガイアの夜明け『ホンダ..."空"への挑戦！』(2015年4月28日、テレビ東京)[157]
- Top Gear, Season 24 - Episode 4(英語)(2017年4月26日、BBC、英国)[158][159]
- 羽鳥慎一モーニングショー『本田宗一郎の夢“ ホンダジェット開発舞台裏』(2017年10月17日、テレビ朝日)[160]
- グッド！モーニング『"世界一売れてる"小型機ホンダジェットに乗ってみた』(2018年7月6日、テレビ朝日)[161]
- おはよう日本『ホンダジェット “世界一”のカギは』(2018年7月10日、NHK)[141]
- 首都圏ネットワーク『小型ビジネスジェット機 "ホンダジェット"』(2018年7月19日、NHK)[162]
- サンデーニュース Bizスクエア『空の新市場へ飛び立つ！ホンダジェットの挑戦』(2019年1月13日、BS-TBS)[163]
- 空先案内人やしま真麻　世界飛ンデモ大百科！２ (2019年8月11日、BS日本)[164]

### 書籍
- Robb Report『Best of the Best 2007 - Business Jets - HondaJet』(英語)(2007年6月、Penske Media)[165][166]
- 週刊東洋経済『"非常識"なヒコーキ ホンダジェットの勝算』(2008年9月、東洋経済新報社)[167]
- Fundamentals of Aircraft and Airship Design, Volume 2『Case Study 4 - HondaJet』(英語)(2011年、AIAA、藤野道格 著)[168]
- FMTアーカイブ イノベーション 日本の軌跡『ホンダジェット開発への夢と苦闘』(2011年11月、新経営研究会、藤野道格 著)[169]
- 日経ものづくり『「HondaJet」の全貌』(2012年4月、日経BP)[170]
- 『日本の名機をつくったサムライたち 零戦、紫電改からホンダジェットまで』(2013年11月、さくら舎、前間孝則 著)[171]
- Forbes『How The HondaJet Took Flight - An Engineer's 29-Year Obsession』(英語)(2015年5月、Forbes Media)[172]
- 『ホンダジェット - 開発リーダーが語る30年の全軌跡』(2015年9月、新潮社、前間孝則 著)[173]
- 『大空に賭けた男たち ホンダジェット誕生物語』(2015年10月、日本経済新聞出版社、杉本貴司 著)[174]
- ハーバード・ビジネス・スクール『Flying into the Future - HondaJet』(英語)(2017年1月、ハーバード・ビジネス・スクール、Gary P. Pisano、Jesse Shulman 著)[175]
- 慶應義塾大学ビジネス・スクール『ホンダジェット』(2017年5月、慶應義塾大学ビジネス・スクール、近江和明、中村洋 著)[176][177]
- 一橋ビジネスレビュー『事業化の道をこじ開けて戦略的に価値創造に挑む』(2018年3月、東洋経済新報社)[178]
- 『Creative Construction - The DNA of Sustained Innovation』(英語)(2019年1月、PublicAffairs、Gary P. Pisano 著)[179]
- 『直感の経営』(2019年3月、KADOKAWA、野中郁次郎、山口一郎 著)[152]
- Wedge『藤野 道格 ホンダエアクラフトカンパニー社長 ホンダジェットが示す製造業の未来』(2019年6月、ウェッジ)[180]
- 『The Wise Company - How Companies Create Continuous Innovation』(英語)(2019年10月、Oxford University Press、野中郁次郎、竹内弘高 著)[181]

### 新聞
- USA TODAY『Honda brings small-jet dynamo to market』(英語)(2006年9月26日)[182]
- 日本経済新聞『ホンダジェットの革新』(2014年10月6、13、20、27日、11月3、10日)[183]
- Wall Street Journal『With Jet, Honda Enters New Realm』(英語)(2015年05月17日)[184]
- 日本経済新聞『人間発見「ホンダエアクラフトカンパニー社長　藤野道格さん 翼に乗せた技術者魂」』(2017年7月3～7日、夕刊)[185]
- USA TODAY『Test flight - Aboard the innovative HondaJet』(英語)(2017年11月02日)[186]
- New York Times『From Business Jet Designer to Company C.E.O.』(英語)(2018年10月12日)[187]
- 日本経済新聞『Mr.ホンダジェットの執念』(2019年1月07日～11日)[188]

### ウェブ
- NIKKEI STYLE『ハーバードビジネススクール教授　ゲイリー・ピサノ氏 なぜホンダは航空機で成功できた ハーバード大の視点』他(2019年10月2～4日)[189][190][191]
- YouTube・ホリエモンチャンネル『堀江のプライベートジェット初公開!「HondaJet」の特徴とは?』[192]
- YouTube・ホリエモンチャンネル『HONDA企業解説② ホンダが生き残る道は自動車以外のモビリティー』[193]

## 講演

### 日本
- 全国経営者セミナー 『ホンダジェット離陸！ 桁違いのイノベーションを実現させた執念の経営』(2016年1月20日、藤野道格)[194]
- 国際航空宇宙展 『HondaJetの開発と認定について』(2016年10月12日、藤野道格)[195]
- トポス会議『HondaJetとイノベーション』(2017年9月22日、藤野道格)[196][197]
- 東京大学 文部科学省宇宙航空科学技術推進委託費 「実機飛行を通した航空実践教育の展開」公開講演『ホンダジェットの開発』(2017年9月30日、藤野道格)[198]
- 一橋ビジネスレビュー・フォーラム 特別講演『ホンダジェットにみるイノベーションの真髄』(2018年7月3日、藤野道格)[199]
- 日本記者クラブ 『「ホンダジェット」生みの親 逆境超え、納入数は世界首位』(2018年8月10日、藤野道格)[200]
- 交詢社 『ホンダジェット、世界一の挑戦』(2018年11月2日、藤野道格)[201]
- 一橋フォーラム 『空飛ぶスポーツカー ～ホンダジェット開発物語～』(2019年3月22日、藤野道格)[202]

### 海外
- スタンフォード大学 航空工学セミナー『ケーススタディー HondaJet』(2011年6月1日、藤野道格)[203]
- 米国航空宇宙学会 AIAA AVIATION 2016 学会基調講演『イノベーションとインスピレーション - HondaJet』(2016年6月14日、藤野道格)[204]
- アメリカ航空宇宙局(NASA) ラングレー研究所 エキスパートセミナー『イノベーションとインスピレーション - HondaJet』(2016年7月12日、藤野道格)[205]
- 米国商務省 セレクトUSA 『アメリカ合衆国におけるイノベーション』(2017年6月20日、藤野道格 他)[206][207]
- ノースカロライナ州立大学 Hassan特別記念講義『イノベーションとインスピレーション - HondaJet』(2017年11月17日、藤野道格)[208]
- デューク大学 ピアソー特別記念講義『イノベーションとインスピレーション - HondaJet』(2018年2月21日、藤野道格)[209]
- ジョージア工科大学 ゲブハート講演シリーズ『イノベーションとインスピレーション - HondaJetストーリー』(2018年3月1日、藤野道格)[210]